# Marvel 1943: Rise of Hydra
Marvel 1943: Rise of Hydra es un próximo videojuego de acción y aventura desarrollado y publicado por Skydance New Media de Skydance Media, y está basado en los personajes de Marvel Comics Capitán América y Black Panther, frente a una narrativa original que se deriva de la mitología del cómic de larga duración y varias adaptaciones en otros medios. Inspirado en el cómic de 2010 serie limitada Capitán América/Pantera Negra: Banderas de Nuestros Padres, la historia se desarrolla en París ocupado durante la Segunda Guerra Mundial, e involucra al súper soldado Steve Rogers estadounidense formando una alianza incómoda con Azzuri, el rey de Wakanda que actualmente opera como Pantera Negra, mientras intentan evitar el surgimiento de la organización Hydra.
El juego fue anunciado conjuntamente por Skydance y Marvel Games en octubre de 2021 como el primer proyecto producido por el estudio anterior, junto con la participación de los directores de estudio Amy Hennig y Julian Beak como productores, con televisión y El escritor de cómics Marc Bernardin confirmó que escribiría el juego junto con Hennig el mes siguiente. El juego fue presentado oficialmente en septiembre de 2022 y presentado en marzo de 2024.
El estreno de Marvel 1943: Rise of Hydra está previsto para 2025.

## Jugabilidad
El juego será un juego de acción y aventuras en el que los jugadores controlarán un conjunto de cuatro personajes. Además de los protagonistas principales Steve Rogers / Capitán América y Azzuri / Black Panther, el miembro de Howling Commandos Gabriel Jones y se podrá jugar con Nanali, la líder de la Wakandan Spy Network.

## Desarrollo
En noviembre de 2019, Skydance Media pidió a la directora y escritora de videojuegos Amy Hennig que estableciera una nueva división de juegos dentro de la empresa. En octubre de 2021, la división, como Skydance New Media, anunció que el primer gran proyecto del estudio sería "un exitoso juego de acción y aventuras basado en la narrativa" desarrollado en colaboración con Marvel Games y con una historia original. El mes siguiente, el escritor y productor de televisión de Marvel Comics Marc Bernardin reveló que participó como escritor del juego, confirmando que había "pasado la mayor parte de un año en las minas de la historia" creando la narrativa del juego.
En agosto de 2022, la corporación matriz de Marvel The Walt Disney Company anunció sus intenciones de exhibir una serie de videojuegos basados en su propiedad intelectual en el Disney & Marvel Games Showcase conjunto, que tuvo lugar junto con el evento anual de la compañía D23 Expo en persona y mediante transmisión en múltiples plataformas de streaming. Junto al anuncio, Disney declaró que el panel presentaría un "adelanto" del título Marvel de Skydance New Media, que fue descrito como un "juego conjunto". El juego fue objeto de adelantos durante la exhibición el 9 de septiembre de 2022. Los detalles preliminares sobre el proyecto confirmaron informes anteriores de que se desarrollaría durante la Segunda Guerra Mundial y que Capitán América y  Azzuri / Black Panther aparecerían como los personajes principales del conjunto, junto a Gabriel Jones de la unidad Howling Commandos y Nanali, líder de la Red de Espías de Wakandan, mientras que Hydra la organización serviría como los principales villanos. Actress Janina Gavankar is confirmed to have a role in the game.
En marzo de 2024, Skydance y Marvel revelaron oficialmente el título completo del juego como Marvel 1943: Rise of Hydra durante el panel de Epic Games durante la Game Developers Conference (GDC) 2024, presentando también una tráiler de la historia que demostró el uso de Unreal Engine 5 en el juego y las animaciones de sus personajes. Marvel reveló el elenco oficial del juego, confirmando que Khary Payton y Drew Moerlein liderarían el elenco como Azzuri y Steve Rogers respectivamente, junto con Marque Richardson como Gabriel Jones y Megalyn Echikunwoke como Nanali. . Marvel también anunció que Joel Johnstone interpretaría a Howard Stark, mientras que Lyne Renée aparecería como Julie, un personaje original creado para el juego. Stephen Barton también fue revelado como el compositor del juego.

## Lanzamiento
El estreno de Marvel 1943: Rise of Hydra está previsto para 2025.